# 五氟苯甲醛
五氟苯甲醛是一种有机化合物，化学式为C6F5CHO。它可由五氟苯甲醇的催化氧化制得。它可以被进一步氧化为五氟苯甲酸。它和苯甲硫醇在三乙胺存在下于乙腈中反应，可以得到4-苯甲硫基四氟苯甲醛。